# Frigidorchis
Frigidorchis  (лат.) — монотипный род однодольных растений семейства Орхидные (Orchidaceae), включающий вид Frigidorchis humidicola (K.Y. Lang & D.S. Deng) Z.J. Liu & S.C. Chen. Выделен китайскими ботаниками Люй Джунцзянем и Чэнь Синьци в 2007 году.

## Распространение и среда обитания
Единственный вид является эндемиком юго-востока провинции Цинхай (Китай).

## Общая характеристика
Клубневые геофиты. Наземные травянистые растения небольшого размера.
Корневище с крупным клубнем.
Листья прикорневые, формой от яйцевидно-эллиптических до яйцевидно-ланцетных.
Соцветие широко щитковидное, несёт по 1—8 маленьких цветков, нередко не раскрывающихся до конца; губа мясистая.